# Macrochenus tigrinus
Macrochenus tigrinus är en skalbaggsart som först beskrevs av Olivier 1792.  Macrochenus tigrinus ingår i släktet Macrochenus och familjen långhorningar.
Artens utbredningsområde är:
- Burma.
- Sri Lanka.

Inga underarter finns listade i Catalogue of Life.